# Jovian Europa Orbiter
Il Jovian Europa Orbiter (JEO) era uno studio dell'Agenzia spaziale europea per una missione verso Giove. 
La missione comprendeva anche l'esplorazione della superficie ghiacciata della luna Europa e la Jovian Minisat Explorer (JME), una sonda per esplorare l'atmosfera di Giove, per circa 2 ore prima di finire schiacciata dalla forte pressione.
JEO sarebbe stata in grado di raccogliere moltissime informazioni su Europa, i vulcani di Io e i poli gioviani. 
Il JEO non deve essere confuso con Europa Orbiter, una missione della NASA ormai cancellata.
Tuttavia la missione venne cancellata dopo averle preferito la meno costosa JUICE, il cui lancio è stato effettuato nel 2023 e l'arrivo nel sistema gioviano è previsto nel 2031.